# Tour du Mazet
La tour du Mazet est une habitation située à Janailhac, en France.

## Localisation
La tour est située dans le département français de la Haute-Vienne, sur la commune de Janailhac, à l'entrée du domaine de Mazet.

## Historique
La tour fait partie d'un domaine fortifié en 1397. Elle est probablement construite dans la deuxième moitié du XVe siècle.
L'édifice est inscrit au titre des monuments historiques en 2003.